# 7358 Oze
7358 Oze eller 1995 YA3 är en asteroid i huvudbältet som upptäcktes den 27 december 1995 av den japanska astronomen Takao Kobayashi vid Ōizumi-observatoriet. Den är uppkallad efter Oze, ett område på gränsen mellan Fukushima, Gunma och Niigata prefektur i Japan.
Den tillhör asteroidgruppen Amor.